# Zaphira
Titre
Princesse consort d'Alger
1510 – septembre 1516
Zaphira ou Zafira (en arabe : زفيرة) aurait été l'épouse de Sélim al-Toumi, émir d'Alger au XVIe siècle. Elle est aussi appelée dans l'historiographie occidentale « Princesse Zaphira » ou par l'orthographe erronée de Saphira. 
Épouse de Sélim, devenu émir d'Alger en 1510 pour lutter contre Ferdinand le Catholique, Zaphira voit le corsaire Aroudj Barberousse réussir à prendre le pouvoir en septembre 1516, après avoir trahi son mari. Aroudj est bien décidé à l'épouser. Malgré ses assiduités, elle se refuse à lui par fidélité à la mémoire de son mari, tué par Aroudj. Au bout de plusieurs rejets, il tente de la violer, mais elle se suicide.
Jacques Philippe Laugier de Tassy, chancelier du consulat français à Alger en 1717-1718, est le premier à rapporter les évènements de la vie de Zaphira dans son Histoire du royaume d'Alger (1725). L'historicité de Zaphira est mise en doute dès le XVIIIe siècle et est plus vigoureusement rejetée depuis le XIXe siècle, Tassy ayant souvent recueilli des informations vraies et fausses ou inventé des histoires.

## Biographie selon Laugier de Tassy

### Guerre contre l'Espagne
Zaphira serait originaire d'illustres familles arabes de la Mitidja. En 1510, Zaphira est l'épouse de Sélim al-Toumi et mère de son fils, alors âgé de douze ans. Sélim est appelé par les Algérois afin de mener une offensive contre le roi d'Espagne Ferdinand le Catholique. Cependant, la marine espagnole vainc la population, qui appelle le corsaire ottoman Aroudj Barberousse.

### Complot d'Aroudj
Le peuple et Sélim accueillent Aroudj et ses hommes avec beaucoup de joie. En position de force, le corsaire conçoit secrètement le dessein de conquérir le territoire d'Alger. Comme les hommes d'Aroudj maltraitaient le peuple et que leur commandant ne prenait jamais en compte son avis, Sélim comprit les intentions du corsaire. Celui-ci décide de le tuer le plus vite possible. 
Aroudj était aussi touché par la beauté de Zaphira. En épousant la veuve de Sélim, la haute naissance de cette dernière lui permettrait d'être respecté, étant né misérable. Aroudj et son frère Khaïr-Eddine font étrangler Sélim dans son bain en 1516, durant la prise d'Alger. Le fils de Sélim et de Zaphira, craignant pour sa vie, fuit à Oran, alors contrôlée par les Espagnols.

### Séquestration à Alger
Zaphira se soumet à Aroudj dans un premier temps. Elle désire se venger de l'usurpateur, mais ses servantes la dissuadent d'assassiner le nouveau régent d'Alger. Aroudj, toujours résolu à l'épouser, la traite avec beaucoup d'honneurs. Zaphira supporte douloureusement sa situation, alors le régent lui envoie une lettre compatissante et lui conseille de l'épouser, lui faisant miroiter tous les avantages que cela apportera à la veuve.
Zaphira répond qu'elle ne peut accepter la proposition d'Aroudj, par fidélité à Sélim et horreur des crimes du monarque et de ses hommes. Elle lui demande enfin de pouvoir retourner dans sa Mitidja natale. Aroudj répond à Zaphira qu'il n'est pas responsable du meurtre de Sélim et décide d'attendre avant de renouveler sa proposition.

### Suicide
Afin de se disculper auprès de Zaphira, Aroudj paie des faux témoins pour nommer de faux assassins de Sélim, qui avouèrent sous la torture avant d'être étranglés. Le régent envoie une lettre à Zaphira où il lui raconte avoir fait assassiner les vrais meurtriers de son mari. Mais Zaphira répond qu'elle préfère se suicider devant sa tyrannie s'il ne lui permet pas de quitter Alger.
Aroudj rend visite à Zaphira, qui lui tient tête. Irrité, Aroudj lui accorde encore une journée avant de l'épouser. Le lendemain, Aroudj revint décidé à l'épouser. Comme elle se refusa encore à lui, il tente de la violer. Ayant caché un poignard sous sa robe, Zaphira tenta de le tuer, mais il ne fut que blessé au bras. Aroudj appelle quelqu'un pour la désarmer, mais Zaphira s'empoisonne avec une fiole qu'elle avait aussi caché dans sa robe. Le régent fit étrangler les servantes fidèles de Zaphira et enterrées avec leur maîtresse.

## Historicité
Jacques Philippe Laugier de Tassy, chancelier du consulat français à Alger en 1717-1718 est le premier à rapporter les évènements de la vie de Zaphira dans son Histoire du royaume d'Alger, publiée en 1725. Il dit dans la préface avoir traduit un manuscrit sur velin détenu par sidi (en) Ahmed ben Haraam, marabout de Constantine prétendant descendre de Sélim al-Toumi, et que peu de gens connaissent l'histoire de Zaphira. L'anecdote est reprise dans plusieurs biographies et articles de dictionnaires portant sur les frères Barberousse aux XVIIIe siècle et XIXe siècle,,.
Dès le XVIIIe siècle, l'historicité de Zaphira et des évènements autour d'elle est débattue et généralement rejetée : Joseph Morgan, dans le premier volume d’A Complete History of Algiers (1731), fait ses recherches pour vérifier si cela ne repose pas sur une tradition préxistante, mais affirme être resté trop longtemps dans le pays pour n'avoir jamais entendu parlé de Zaphira. En 1855, A. Le Clerq estime possible que Tassy ne soit pas l'inventeur de cette fraude historique car l'historien en reconnaît l'invraisemblance. Mais il note que l'échange épistolaire entre Zaphira et Aroudj Barberousse est écrit selon le goût français du XVIIIe siècle, que le style n'a « absolument rien d'arabe » et affirme qu'il est fort improbable que Zaphira sache lire et écrire. En 1888, Maurice Le Clercq indique que Tassy n'est pas toujours fiable dans ce qu'il rapporte et juge lui-aussi l'échange épistolaire « tout à fait ridicule et invraisemblable ».
Les critiques historiques sont assez unanimes aux XXe siècle et XXIe siècle pour reconnaître en Zaphira un personnage romanesque.

## Dans la culture

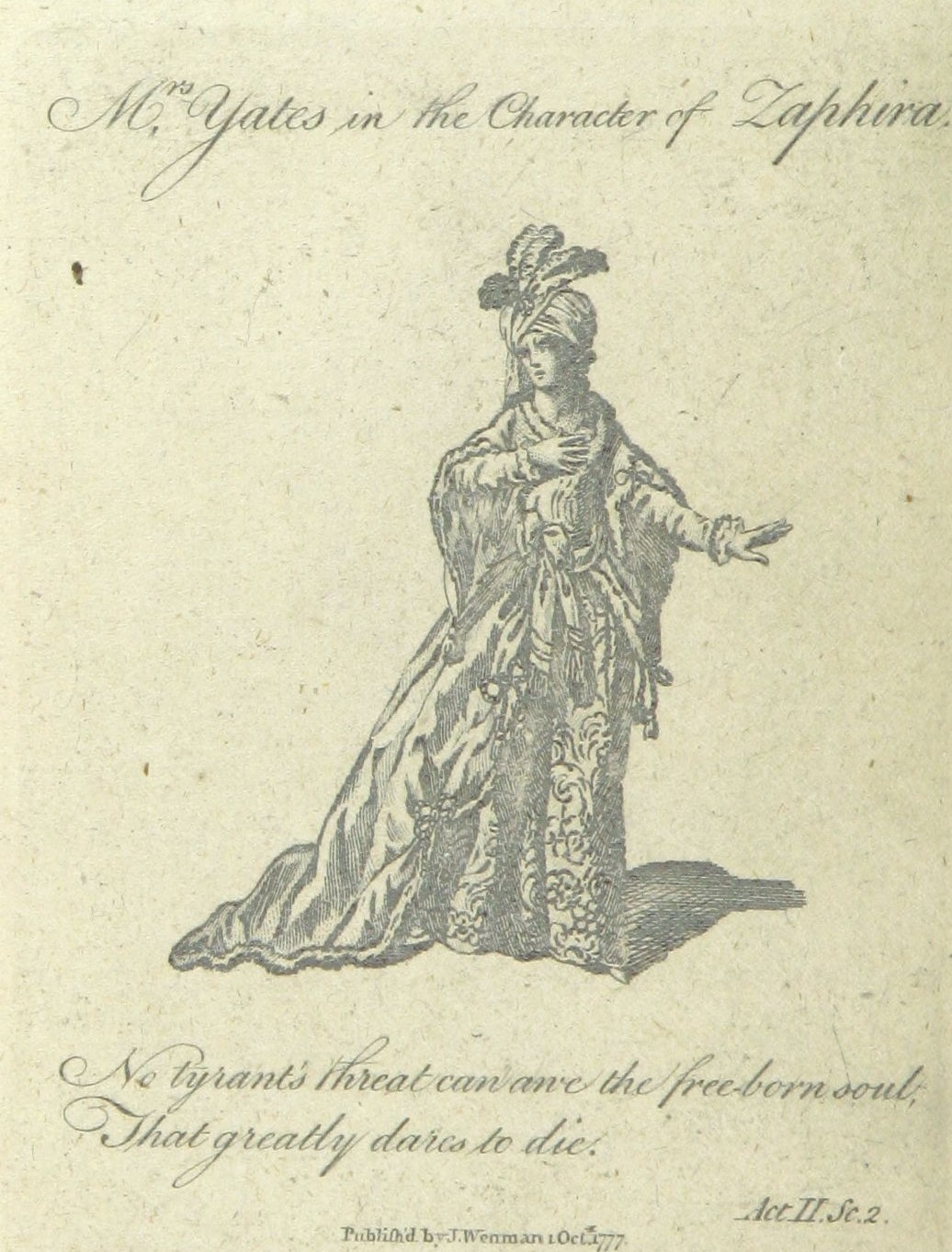
Mary Ann Yates en Zaphira pour Barberousse (1777).

### Littérature
La tragédie Barberousse de John Brown, de 1767, se base en l'histoire entre Aroudj Barberousse et Zaphira. Cependant, dans cette tragédie, Zaphira vainc Barberousse, et son fils, l'héritier légitime, succède à Sélim.
En 2007, Abdelaziz Ferrah publie une version romancée, Zaphira.

### Cinéma
En 2023 sort le long-métrage La Dernière Reine, film algérien, de Damien Ounouri et Adila Bendimerad, qui raconte la résistance que Zaphira oppose à Aroudj. La co-réalisatrice a le rôle-titre et Dali Benssalah tient celui d'Aroudj Barberousse.